# Río Swat
El río Swat es un río de Pakistán afluente del río Kabul (a su vez afluente del río Indo) que discurre por la Provincia de la Frontera del Noroeste.

## Geografía
El río Swat nace en la cordillera Hindukush de la conjunción de los ríos Utrot y Ushu (que a su vez se origina en el lago Mahodand), desde donde fluye por el valle de Kalam y por el distrito Swat. Cruza a través del distrito del Bajo Dir y a través del distrito Malakand. Luego se une al río Kabul en Charsadda (en el valle Peshawar).
El río Swat irriga grandes áreas del distrito Swat y contribuye a la industria de pesca de la región.
El puente Ayub es una de sus atracciones turísticas en el verano.
Hay dos proyectos de represas hidroeléctricas.

## Historia
El valle del Bajo Suat posee muchos yacimientos arqueológicos de la cultura Suat (también llamada cultura de las tumbas de Gandhara).
El río Suat se menciona en el Rigvedá 8.19.37 (el texto más antiguo de la India, de mediados del II milenio a. C.) como el río Suvastu.
Se dice que Alejandro Magno cruzó el río Suat con parte de su ejército antes de dirigirse hacia el sur para conquistar la zona de las actuales Barikoot y Odegram.
Algunos del subclan Shrivastava, del clan indoario kaiastha, sugieren que su nombre proviene de un río Shrivastu, que podría ser el río védico Suvastu.